# James Horner
James Roy Horner (Los Ángeles, California; 14 de agosto de 1953-Bosque nacional Los Padres, California; 22 de junio de 2015) fue un compositor de bandas sonoras y director de orquesta estadounidense. Entre las más de cien partituras para cine que creó destacan la de Titanic, que es la banda sonora más vendida de la historia, y la de Avatar, la película más taquillera de todos los tiempos, ambos filmes del director James Cameron.
Fue nominado a los Premios Óscar en 10 ocasiones, dos de ellas en el apartado de mejor canción original, por An American Tail (1986) y Titanic, por la canción «My Heart Will Go On» (1997), y ocho en el apartado a la mejor banda sonora: Aliens (1986), Field of Dreams (1989), Braveheart (1995), Apolo 13 (1995), Titanic (1997), A Beautiful Mind (2001), Casa de arena y niebla (2003), Avatar (2009) y The Amazing Spider-Man (2012). Sus dos estatuillas fueron por la película Titanic.

## Información
James Horner era hijo de los inmigrantes judíos austriacos Harry Horner, diseñador de producción y director de cine ocasional, ganador de dos premios Óscar a la mejor dirección artística por La heredera y The Hustler, y de su mujer, Jon.
Horner empezó a tocar piano a los cinco años, pero a temprana edad fue a Londres, donde estudió en el Royal College of Music. Más tarde continuó sus estudios en el Green Valley High School de Sedona, Arizona. Consiguió su licenciatura en música y el grado de maestro en la Universidad del Sur de California. Allí comenzó a trabajar en su doctorado, junto a Paul Chihara. Escribió la pieza de concierto Spectral Shimmers, interpretada en 1978 en Indianápolis. Pero la música académica no fue lo que más fascinó a Horner, y después de varios trabajos puntuales con el American Film Institute a finales de la década de los 70 e inicio de los 80, terminó su enseñanza de teoría de la música en la UCLA e inició su carrera en la música cinematográfica.
A finales de la década de los 80 e inicios de la década siguiente, su trabajo en cine empezó a ser reconocido, convirtiéndose en uno de los pilares de la música cinematográfica. La obra musical que compuso para la película Titanic es la más conocida, valiéndole su primer Óscar de la academia. Al igual que Titanic en 1997, Avatar en 2009 recibió muchos elogios.
De entre sus obras, son también destacables las bandas sonoras para el American Film Institute y para las películas de terror y ciencia ficción de bajo presupuesto. Horner ha ganado dos Óscar, dos Globos de Oro, tres Premios Satellite, tres Premios Saturn, y ha sido nominado a tres Premios de Cine de la Academia Británica (BAFTA).

## Trayectoria
El primer trabajo importante de Horner para una película fue en 1979, para The Lady in Red. Su carrera comenzó como compositor de cine trabajando con el productor Roger Corman para la película Battle Beyond the Stars (1980). Con el tiempo aumentó su notoriedad en Hollywood y tambie la dimensión de los proyectos. En 1982 dio un gran paso con la secuela de StarTrek, StarTrek II: La ira de Khan, convirtiéndose en un compositor conocido.
En la década de los 80 continuaron sus éxitos: 48 Hrs. (1982), Krull (1983), Star Trek III: En busca de Spock (1984), Comando (1985), Cocoon (1985), Aliens (1986), Batteries Not Included (1987), Willow (1988), Glory (1989) y Field of Dreams (1989). Los resultados de esas producciones le abrieron las puertas a muchos trabajos nuevos. En ocasiones sus composiciones son utilizadas para los avances de películas. Así, algunas películas cuyas bandas sonoras han sido compuestas por otros compositores contienen la música de Horner en sus respectivos tráileres.
Durante la década de 1980 y principios de los 90, Horner también se dedica a películas de animación, escribiendo partituras orquestales para An American Tail (1986), The Land Before Time (1988), An American Tail: Fievel Goes West (1991), Rex, un dinosaurio en Nueva York (1993), Casper, Jumanji y Balto (estas tres de 1995). También el tema para el logotipo entre 1990 y 1997 de la Universal Pictures fue compuesto por Horner. Surgieron más proyectos y llegó a tener hasta 75 a su cargo. Trabajó con personas conocidas del mundo artístico (George Lucas, Steven Spielberg, James Cameron, Oliver Stone y Ron Howard), con lo que alcanzó cierto renombre, volviéndose una figura importante dentro de la música cinematográfica.
En 1995 fue aclamado por el público gracias a sus obras para Braveheart y Apolo 13, las cuales le valieron dos nominaciones a los Óscar. Pero fue en 1997 cuando llega su mayor éxito: Titanic. Fue un triunfo no solo a nivel de crítica sino también económicamente, pues ha vendido más de 27 millones de copias en todo el mundo, convirtiéndolo en el álbum más vendido de banda sonora orquestal de toda la historia. Con este álbum, Horner ganó el Óscar a la Mejor banda sonora, y a la Mejor Canción Original por «My Heart Will Go On» (que coescribió con Will Jennings).
Desde Titanic, Horner siguió componiendo para grandes producciones, como La tormenta perfecta, Enemigo a las puertas, La máscara del Zorro, La leyenda del Zorro, Casa de arena y niebla y El hombre bicentenario. A Beautiful Mind (2001) y Casa de arena y niebla (2003) le dieron dos nominaciones más para los Óscars, pero perdió los premios frente a Howard Shore.
Horner también trabajó periódicamente en proyectos más pequeños, como Iris, Me llaman Radio y Bobby Jones: Stroke of Genius. Además colaboró con frecuencia con el director Ron Howard, asociación que empezó con Cocoon, en 1985. En el 2009, volvió a trabajar con James Cameron, ahora en Avatar, película que supuso un éxito económico de taquilla, superando las marcas de Titanic. Llegaron más nominaciones como la de los Óscar, los Globos de Oro, los BAFTA y los Grammy con Avatar, banda sonora a la que dedicó dos años de su vida. Sin embargo, perdió estos premios frente a Up, de Michael Giacchino.
Después de Avatar, compuso la banda sonora de Karate Kid, en 2010, sustituyendo a Atli Örvarsson. En 2011 trabajó para Cristiada, y en 2012 para Oro negro y The Amazing Spider-Man.

## Crítica
James Horner fue criticado en numerosas ocasiones por reciclar o reutilizar parte de sus partituras en diferentes películas en las que ha trabajado. El tema de apertura de la película El hombre bicentenario (Bicentennial Man) es muy similar al tema principal de Una mente maravillosa (A Beautiful Mind) y Sneakers (Los fisgones).
Hubo, incluso, un movimiento en internet y un grupo en Facebook que lo critica por un recurso musical que se compone de cuatro notas (si, do, re bemol, do), conocido como Parabará. Esta sintonía característica fue utilizada por primera vez en 1982 en la película Star Trek II: La ira de Khan, y la comparte con otras películas como Avatar, Troya, Enemigo a las puertas, Willow, Cristiada, La tormenta perfecta y El niño con el pijama de rayas, y hasta en su último trabajo en la versión de Los siete magníficos, estrenada en el 2016. Es un recurso utilizado por el compositor para enfatizar la tensión de la escena, y constituye una de sus firmas personales. Otro reciclaje de sus melodías se puede apreciar en una peculiar progresión de notas en caída que utiliza en varios de sus últimos trabajos, primero en El nuevo mundo y luego Apocalypto (en donde ésta se volvió casi el tema principal) y Avatar.
Aun así, pocos son los compositores que estén exentos de haber usado en alguna ocasión algún trabajo anterior. Por ejemplo, Hans Zimmer ha reciclado melodías como engranaje dramático.
Su estilo se nutre de la sinfonía, al igual que los de Jerry Goldsmith y John Williams, pero también se atreve con el sintetizador, en rl que es un gran virtuoso, integrándolo perfectamente en la gran orquesta. Su obra está llena de grandes éxitos, y puede decirse que llegó a la cúspide del éxito a mediados de los años 1990.

## Muerte
James Horner murió el 22 de junio de 2015, a la edad de 61 años, al estrellarse cuando pilotaba en solitario su avioneta Short Tucano cerca del Bosque Nacional de Los Padres, unas 60 millas al norte de Santa Bárbara, California, tras haber repostado en el Aeropuerto de Camarillo (KCMA). Su asistente personal Sylvia Patrycja hizo público este hecho mediante un comunicado a través de Facebook y agradeció el apoyo de todos sus seguidores.

## Obra

### Bandas sonoras
- Up from Depths (1979), de Charles B. Griffith
- The Lady in Red (1979), de Lewis Teague.
- Battle Beyond the Stars[nota 1] (1980), de Jimmy T. Murakami
- Humanoides del abismo (1980), de Barbara Peters & Jimmy T. Murakami
- Bendición mortal (1981), de Wes Craven.
- La mano (1981), de Oliver Stone.
- Wolfen (1981), de Michael Wadleigh.
- The Pursuit of D. B. Cooper (1981), de Roger Spottiswoode.
- A Piano for Mrs. Cimino (1982), de George Schaefer.
- Star Trek II: la ira de Khan (1982), de Nicholas Meyer.
- 48 Hrs. (1983), de Walter Hill.
- The Dresser (1983), de Peter Yates.
- Krull (1983), de Peter Yates.
- Proyecto Brainstorm (1983), de Douglas Trumbull.
- Testamento final (1983), de Lynne Littman.
- El carnaval de las tinieblas (1983), de Jack Clayton.
- Gorky Park (1983), de Michael Apted.
- Más allá del valor (1983), de Ted Kotcheff.
- Star Trek III: en busca de Spock (1984), de Leonard Nimoy.
- Cocoon (1985), de Ron Howard.
- Voluntarios (1985), de Nicholas Meyer.
- Natty Gann (1985), de Jeremy Kagan.
- Comando (1985), de Mark L. Lester
- Wizards of the Lost Kingdom  (1985) de Héctor Olivera
- El nombre de la rosa (1986), de Jean-Jacques Annaud.
- Off Beat (1986), de Michael Dinner.
- Aliens (1986), de James Cameron.
- Cuando el río baja negro (1986), de Christopher Cain.
- An American Tail (1986), de Don Bluth.
- Batteries Not Included (1987), de Matthew Robbins.
- Proyecto X (1987), de Jonathan Kaplan.
- The Land Before Time (1988), de Don Bluth.
- Cocoon: el regreso (1988), de Daniel Petrie.
- Red Heat (1988), de Walter Hill.
- Vibes (1988), de Ken Kwapis.
- Willow (1988), de Ron Howard.
- Recuerdos de guerra (1988), de Norman Jewison.
- Glory (1989), de Edward Zwick.
- Mi padre (1989), de Gary David Goldberg.
- Honey, I Shrunk the Kids (1989), de Joe Johnston.
- Field of Dreams (1989), de Phil Alden Robinson.
- Another 48 Hrs. (1990), de Walter Hill.
- Acción judicial (1990), de Michael Apted.
- Once Around (1990), de Lasse Hallström.
- Te amaré hasta que te mate (1990), de Lawrence Kasdan.
- The Rocketeer (1991), de Joe Johnston.
- An American Tail: Fievel Goes West  (1991), de Simon Wells & Phil Nibbelink.
- Falsa seducción (1992), de Jonathan Kaplan.
- Corazón trueno (1992), de Michael Apted.
- Rebeldes del swing (1992), de Thomas Carter.
- Los fisgones (1992), de Phil Alden Robinson.
- Juego de patriotas (1992), de Phillip Noyce.
- Searching for Bobby Fischer (1993), de Steven Zaillian.
- Once Upon a Forest (1993), de Charles Grosvenor.
- Rex, un dinosaurio en Nueva York (1993), de Simon Wells, Phil Nibbelink, Dick Zondag & Ralph Zondag.
- El hombre sin rostro (1993), de Mel Gibson.
- Un lugar muy lejano (1993), de Mikael Salomon.
- Jack the Bear (1993), de Marshall Herskovitz.
- El informe Pelícano (1994), de Alan J. Pakula
- Peligro inminente (1994), de Phillip Noyce.
- Leyendas de pasión (1994), de Edward Zwick.
- The Pagemaster (1994), de Joe Johnston.
- Jade (1995), de William Friedkin.
- Apolo 13 (1995), de Ron Howard.
- Casper (1995), de Brad Silberling.
- Braveheart (1995), de Mel Gibson.
- Balto (1995), de Simon Wells.
- Jumanji (1995), de Joe Johnston.
- Rescate (1996), de Ron Howard.
- The Devil's Own (1997), de Alan J. Pakula.
- Titanic (1997), de James Cameron.
- El hombre bicentenario (1998), de Chris Columbus.
- Deep Impact (1998), de Mimi Leder.
- Mi gran amigo Joe/Joe (1998), de Ron Underwood.
- La máscara del Zorro (1998), de Martin Campbell.
- La tormenta perfecta (2000), de Wolfgang Petersen (Sony Music Soundtrax SK 89282).
- El Grinch (2000), de Ron Howard.
- Enemigo a las puertas (2001), de Jean-Jacques Annaud.
- A Beautiful Mind (2001), de Ron Howard.
- Iris (2001), de Richard Eyre.
- Casa de arena y niebla (2003), de Vadim Perelman.
- The Missing (2003), de Ron Howard.
- Beyond Borders (2003), de Martin Campbell.
- Troya (2004), de Wolfgang Petersen.
- The Forgotten (2004), de Joseph Ruben.
- La leyenda del zorro (2005), de Martin Campbell.
- Flightplan (2005), de Robert Schwentke.
- El nuevo mundo (2005), de Terrence Malick.
- Todos los hombres del rey (2006), de Steven Zaillian.
- Apocalypto (2006), de Mel Gibson.
- Las crónicas de Spiderwick (2007), de Mark Waters.
- El niño con el pijama de rayas (2008), de Mark Herman.
- Avatar (2009), de James Cameron.
- The Karate Kid (2010), de Harald Zwart.
- Cristiada (2011), de Dean Wright.
- Oro negro (2011), de Jean-Jacques Annaud.
- The Amazing Spider-Man (2012), de Marc Webb.
- Le dernier loup (2015), de Jean-Jacques Annaud.
- Los 33 (2015), de Patricia Riggen
- Southpaw (2015), de Antoine Fuqua
- Living in the Age of Airplanes (2015), de Brian J. Terwilliger
- Los siete magníficos (con Simon Franglen) (2016), de Antoine Fuqua

## Premios y distinciones
Premios Óscar
| Año  | Categoría                                                                | Película               | Resultado |
| ---- | ------------------------------------------------------------------------ | ---------------------- | --------- |
| 1987 | Aliens                                                                   | Mejor Banda Sonora     | Nominado  |
| 1987 | 'Somewhere out there' (de An American Tail, compartido con Cynthia Weil) | Mejor canción original | Nominado  |
| 1990 | Field of Dreams                                                          | Mejor Banda Sonora     | Nominado  |
| 1996 | Apolo 13                                                                 | Mejor Banda Sonora     | Nominado  |
| 1996 | Braveheart                                                               | Mejor Banda Sonora     | Nominado  |
| 1998 | Titanic                                                                  | Mejor Banda Sonora     | Ganador   |
| 1998 | 'My Heart Will Go On' (de Titanic, compartido con Will Jennings)         | Mejor canción original | Ganador   |
| 2002 | A Beautiful Mind                                                         | Mejor Banda Sonora     | Nominado  |
| 2004 | Casa de arena y niebla                                                   | Mejor Banda Sonora     | Nominado  |
| 2010 | Avatar                                                                   | Mejor Banda Sonora     | Nominado  |

Premios BAFTA
| Año  | Categoría  | Película              | Resultado |
| ---- | ---------- | --------------------- | --------- |
| 1995 | Braveheart | Mejor música original | Nominado  |
| 1997 | Titanic    | Mejor música original | Nominado  |
| 2009 | Avatar     | Mejor música original | Nominado  |

Asociación de Críticos de Cine de Chicago
| Año  | Categoría        | Película              | Resultado |
| ---- | ---------------- | --------------------- | --------- |
| 1997 | Titanic          | Mejor música original | Ganador   |
| 2001 | A Beautiful Mind | Mejor música original | Nominado  |
| 2009 | Avatar           | Mejor música original | Ganador   |

Globos de Oro
| Año  | Categoría                                                                                | Película               | Resultado |
| ---- | ---------------------------------------------------------------------------------------- | ---------------------- | --------- |
| 1986 | 'Somewhere out there' (de An American Tail, compartido con Cynthia Weil)                 | Mejor canción original | Nominado  |
| 1989 | Glory                                                                                    | Mejor Banda Sonora     | Nominado  |
| 1991 | 'Dreams To Dream' (de An American Tail: Fievel Goes West , compartido con Will Jennings) | Mejor canción original | Nominado  |
| 1994 | Leyendas de pasión                                                                       | Mejor Banda Sonora     | Nominado  |
| 1995 | Braveheart                                                                               | Mejor Banda Sonora     | Nominado  |
| 1997 | Titanic                                                                                  | Mejor Banda Sonora     | Ganador   |
| 1997 | 'My Heart Will Go On' (de Titanic, compartido con Will Jennings)                         | Mejor canción original | Ganador   |
| 2001 | A Beautiful Mind                                                                         | Mejor Banda Sonora     | Nominado  |
| 2009 | Avatar                                                                                   | Mejor Banda Sonora     | Nominado  |

Premios Satellite
| Año  | Categoría                                                              | Película               | Resultado |
| ---- | ---------------------------------------------------------------------- | ---------------------- | --------- |
| 1997 | Titanic                                                                | Mejor Banda Sonora     | Ganador   |
| 1997 | 'My Heart Will Go On' (de Titanic , compartido con Will Jennings )     | Mejor canción original | Ganador   |
| 2001 | A Beautiful Mind                                                       | Mejor Banda Sonora     | Nominado  |
| 2001 | 'All Love Can Be' (de A Beautiful Mind, compartido con Will Jennings ) | Mejor canción original | Ganador   |
| 2003 | The Missing                                                            | Mejor Banda Sonora     | Nominado  |

Premios Saturn
| Año  | Categoría                    | Película     | Resultado |
| ---- | ---------------------------- | ------------ | --------- |
| 1983 | Proyecto Brainstorm          | Mejor Música | Ganador   |
| 1983 | Krull                        | Mejor Música | Nominado  |
| 1983 | El carnaval de las tinieblas | Mejor Música | Nominado  |
| 1985 | Cocoon                       | Mejor Música | Nominado  |
| 1986 | An American Tail             | Mejor Música | Nominado  |
| 1989 | Honey, I Shrunk the Kids     | Mejor Música | Nominado  |
| 1995 | Braveheart                   | Mejor Música | Nominado  |
| 2000 | El Grinch                    | Mejor Música | Ganador   |
| 2009 | Avatar                       | Mejor Música | Ganador   |